# (アイ・ライク) ザ・ウェイ・ユー・ラヴ・ミー
『(アイ・ライク) ザ・ウェイ・ユー・ラヴ・ミー』（原題: (I Like) The Way You Love Me）は、マイケル・ジャクソンの楽曲。アルバム『MICHAEL』に収録、第4弾シングルカット。

## 概要
2004年発売の『The Ultimate Collection』に収録されているが、当時のものはごく初期のデモであるため、完璧主義者と称されるマイケルはやはりやり直しを望んでいたらしく、死の間際まで制作が続けられていた。
ショートフィルムは制作されていない。